# Türkiye Atletizm Federasyonu
Türkiye Atletizm Federasyonu – turecka narodowa federacja lekkoatletyczna należąca do European Athletics. Siedziba znajduje się w Ankarze (dzielnica Ulus), a prezesem jest Fatih Çintimar.
Federacja powstała w 1922 i w tym samym roku przystąpiła do IAAF.

## Lista prezesów federacji
Najwięcej razy funkcję prezesa tureckiej federacji lekkoatletycznej pełnił Jerfi Fıratlı, który był prezesem aż czterokrotnie. Poniżej znajduje się pełna lista prezesów.
- 1922 – Ali Seyfi Beyti
- 1922-1923 – Burhan Felek
- 1923-1924 – Ahmet Fetgeri
- 1924-1935 – Ali Seyfi Beyti, Burhan Felek
- 1935-1939 – Vildan Aşir Savaşır
- 1939-1940 – Saffet Gürol
- 1940-1942 – Adnan Hün
- 1942-1946 – İrfan Şahinbaş
- 1946-1956 – Naili Moran
- 1956-1960 – Jerfi Fıratlı
- 1960-1962 – İsmail Hakkı Güngör
- 1962-1964 – Jerfi Fıratlı
- 1964-1968 – Naili Moran
- 1968-1973 – Jerfi Fıratlı
- 1973 – Refik Tagay
- 1973 – Saddun Özdede
- 2 października 1974-10 grudnia 1975 – Nejat Kök
- 1 marca 1976-1 października 1976 – Behçet Eylem
- 23 grudnia 1976-15 lipca 1977 – Erol Zorlu
- 9 stycznia 1977-1 marca 1978 – Nuri Turan
- 27 kwietnia 1978-22 lutego 1979 – Kurthan Fişek
- 22 lutego 1979-11 grudnia 1979 – Jerfi Fıratlı
- 11 grudnia 1979-14 maja 1981 – Nuri Turan
- 14 maja 1981-30 września 1984 – Abdullah Kökpınar
- 17 października 1984-23 grudnia 1986 – Cüneyt Koryürek
- 1 sierpnia 1986-5 kwietnia 1988 – Aşkın Tuna
- 17 czerwca 1988-6 września 1989 – Yılmaz Sazak
- 15 grudnia 1989-8 lipca 1991 – Ali Ergenç
- 9 sierpnia 1991-28 lutego 1992 – İlker Çetin
- 9 marca 1992-18 listopada 1992 – Hüseyin Manioğluç
- 19 listopada 1992-1 listopada 1993 – Ali Ergenç
- 20 grudnia 1993-29 sierpnia 1996 – Muharrem Dalkılıç
- 20 stycznia 1997-26 stycznia 2000 – Fikret Çetinkaya
- 9 maja 2000-18 października 2000 – Semra Aksu
- 30 października 2000-11 grudnia 2004 – Mehmet Yurdadön
- 13 września 2002-25 grudnia 2002 – Hüseyin Yıldırım
- 28 grudnia 2004-2 sierpnia 2013 – Mehmet Terzi
- 1 sierpnia 2013-27 września 2013 – Hüseyin Yıldırım
- od 28 września 2013 – Fatih Çintimar[3][4]